# Иванде
Иванде (латыш. Īvande) — населённый пункт в Кулдигском крае Латвии. Административный центр Ивандской волости. Находится у региональной автодороги P119 (Кулдига — Алсунга — Юркалне) на реке Ванка. Расстояние до города Кулдига составляет около 15 км. По данным на 2015 год, в населённом пункте проживало 87 человек. Есть волостная администрация, библиотека, почта, врачебная практика, магазин, лютеранская церковь. Комплекс поместья Лиелванде, старая водяная мельница и парк являются объектами культурного наследия.

## История
В советское время населённый пункт был центром Ивандского сельсовета Кулдигского района. В селе располагалась центральная усадьба колхоза «Иванде».